# Новопригоже
Новоприго́же — село в Україні, в Олександрівській селищній громаді, Краматорського району, Донецької області. Населення становить 43 особи.

## Пам'ятки
Неподалік від села розташоване заповідне урочище Балка Зелена.